# تشيكيو كرواتيا
تشيكيو كرواتيا (بالكرواتية: Česi u Hrvatskoj، وبالتشيكية: Češi v Chorvatsku)، أحد المجموعات العرقية في جمهورية كرواتيا من أصل تشيكي.